# ويليام بومول

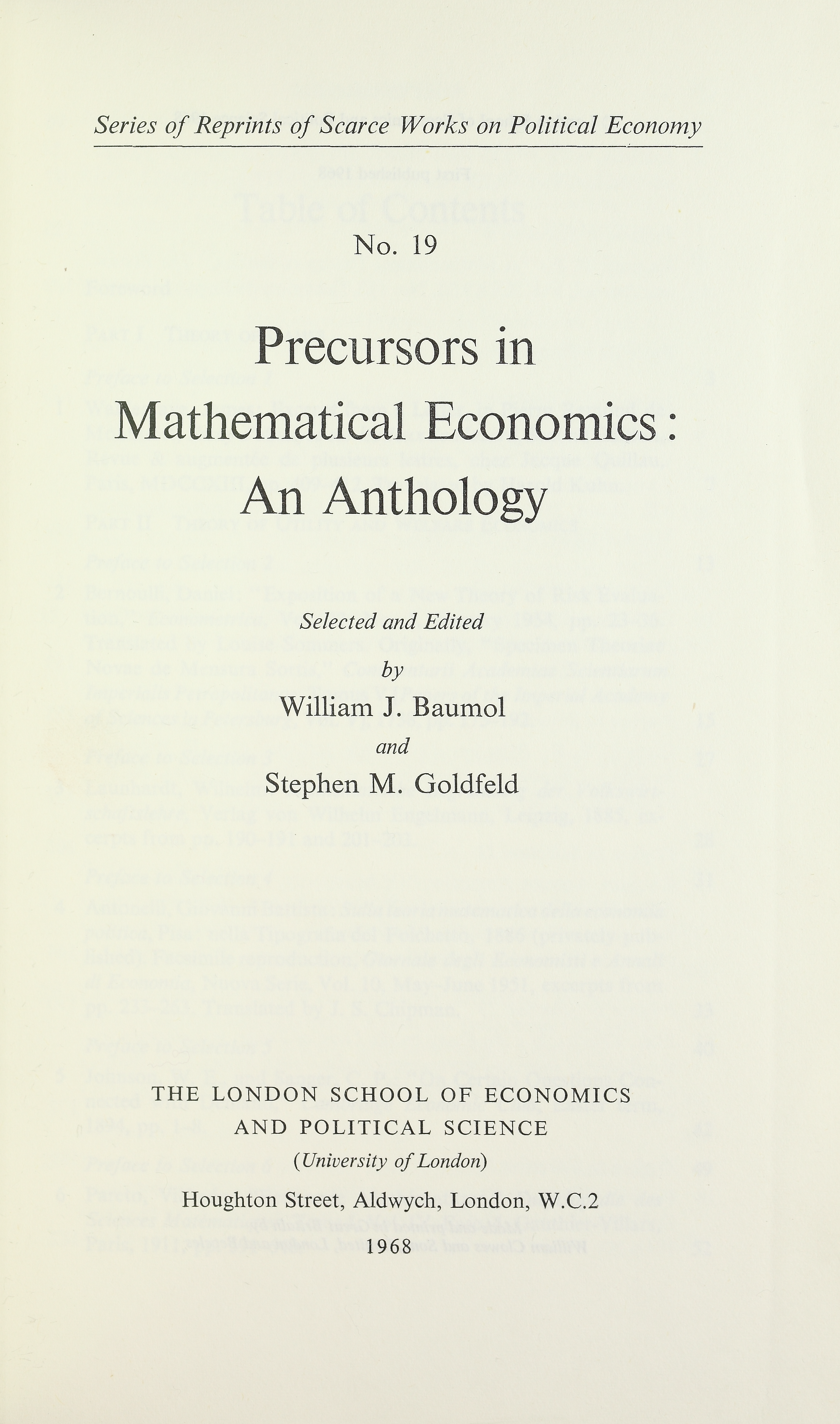
Precursors in mathematical economics, 1968

وليام جاك بومول (بالإنجليزية: William Jack Baumil) (ولد في 26 فبراير 1922 - 4 مايو 2017) اقتصادي أمريكي، أستاذ في الإقتصاد في جامعة نيويورك ومشارك أيضاً في جامعة برنستون. بومول كتب بشكل متكرر عن سوق العمل و عوامل اقتصادية أخرى مؤثرة في الاقتصاد. أيضاً لديه مشاركات في تاريخ الفكر الإقتصادي. وهو أحد أكثر الاقتصاديين تأثيراً في العالم حيب تصنيف قاعدة بيانات IDEAS/RePEc. وقد تم انتخابه كعضو في الأكاديمية الأمريكية للفنون والعلوم عام 1971.

## الأبحاث
من بعض أعمالة المشهورة هي نظرية سوق النقض، نموذج بومول تولبن للطلب التجاري للمال، ظاهرة بومول لمرض التكلفة، التي تناقض ارتفاع الأسعار المتعلق بقطاع الخدمات، و ضرائب پيچو. وأبحاثه في الإقتصاد البيئي.

## روابط خارجية
- ويليام بومول على موقع الموسوعة البريطانية (الإنجليزية)